# Svetovno prvenstvo v nordijskem smučanju 1984
Svetovno prvenstvo v nordijskem smučanju 1984 je petintrideseto svetovno prvenstvo v nordijskem smučanju, ki je potekalo med 9. februarjem in 17. marcem 1984 v trinajstih disciplinah. Enajst jih je potekalo v okviru Zimskih olimpijskih iger v Sarajevu, Jugoslavija, ekipna tekma v nordijski kombinaciji v Rovaniemiju, Finska, ekipna tekma v smučarskih skokih pa v Engelbergu, Švica.

## Dobitniki medalj

### Smučarski teki

#### Moški
| Disciplina | Zlato                                                                  | Zlato     | Srebro                                                                                          | Srebro    | Bron                                                                   | Bron      |
| 15 km      | Gunde Svan                                                             | 41:25,6   | Aki Karvonen                                                                                    | 41:34,9   | Harri Kirvesniemi                                                      | 41:45,6   |
| 30 km      | Nikolaj Zimjatov                                                       | 1:28:56,3 | Aleksander Zavjalov                                                                             | 1:29:23,3 | Gunde Svan                                                             | 1:29:35,7 |
| 50 km      | Thomas Wassberg                                                        | 2:15:55,8 | Gunde Svan                                                                                      | 2:16:00,7 | Aki Karvonen                                                           | 2:17:04,7 |
| 4 x 10 km  | Švedska · Thomas Wassberg · Benny Kohlberg · Jan Ottosson · Gunde Svan | 1:55:06,3 | Sovjetska zveza · Aleksander Batjuk · Aleksander Zavjalov · Vladimir Nikitin · Nikolaj Zimjatov | 1:55:16,5 | Finska · Kari Ristanen · Juha Mieto · Harri Kirvesniemi · Aki Karvonen | 1:56:31,4 |

#### Ženske
| Disciplina | Zlato                                                                         | Zlato     | Srebro                                                                                    | Srebro    | Bron                                                                                 | Bron      |
| 5 km       | Marja-Liisa Hämäläinen                                                        | 17:04,0   | Berit Aunli                                                                               | 17:14,1   | Květoslava Jeriová                                                                   | 17:18,3   |
| 10 km      | Marja-Liisa Hämäläinen                                                        | 31:44,2   | Raisa Smetanina                                                                           | 32:02,9   | Brit Pettersen                                                                       | 32:12,7   |
| 20 km      | Marja-Liisa Hämäläinen                                                        | 1:01:45,0 | Raisa Smetanina                                                                           | 1:02:26,7 | Anne Jahren                                                                          | 1:03:13,6 |
| 4 x 5 km   | Norveška · Inger Helene Nybråten · Anne Jahren · Brit Pettersen · Berit Aunli | 1:06:49,7 | Češkoslovaška · Dagmar Schvubová · Blanka Paulů · Gabriela Svobodová · Květoslava Jeriová | 1:07:34,7 | Finska · Pirkko Määttä · Eija Hyytiainen · Marjo Matikainen · Marja-Liisa Hämäläinen | 1:07:36,7 |

### Nordijska kombinacija
| Disciplina | Zlato                                                       | Zlato   | Srebro                                                        | Srebro  | Bron                                                                            | Bron    |
| Posamično  | Tom Sandberg                                                | 422,595 | Jouko Karjalainen                                             | 416,900 | Jukka Ylipulli                                                                  | 410,825 |
| Ekipno     | Norveška · Geir Andersen · Hallstein Bøgseth · Tom Sandberg | 1189,46 | Finska · Rauno Miettinen · Jukka Ylipulli · Jouko Karjalainen | 1186,32 | Sovjetska zveza · Aleksander Prosvirnin · Aleksander Majorov · Ildar Garifuljin | 1183,54 |

### Smučarski skoki
| Disciplina         | Zlato                                                                       | Zlato | Srebro                                                                          | Srebro | Bron                                                                          | Bron  |
| Srednja skakalnica | Jens Weißflog                                                               | 215,2 | Matti Nykänen                                                                   | 214,0  | Jari Puikkonen                                                                | 212,8 |
| Velika skakalnica  | Matti Nykänen                                                               | 231,2 | Jens Weißflog                                                                   | 213,7  | Pavel Ploc                                                                    | 202,9 |
| Ekipno             | Finska · Markku Pusenius · Pentti Kokkonen · Jari Puikkonen · Matti Nykänen | 618,3 | Vzhodna Nemčija · Ulf Findeisen · Matthias Buse · Klaus Ostwald · Jens Weißflog | 572,2  | Češkoslovaška · Ladislav Dluhoš · Vladimír Podzimek · Jiří Parma · Pavel Ploc | 564,1 |

## Medalje po državah
| Poz | Država                        | Zlato | Srebro | Bron | Skupaj |
| 1   | Finska                        | 5     | 4      | 6    | 15     |
| 2   | Norveška                      | 3     | 1      | 2    | 6      |
| 3   | Švedska                       | 3     | 1      | 1    | 5      |
| 4   | Sovjetska zveza               | 1     | 4      | 1    | 6      |
| 5   | Nemška demokratična republika | 1     | 2      | 0    | 3      |
| 5   | Češkoslovaška                 | 0     | 1      | 3    | 4      |